# Contraction de Braxton Hicks

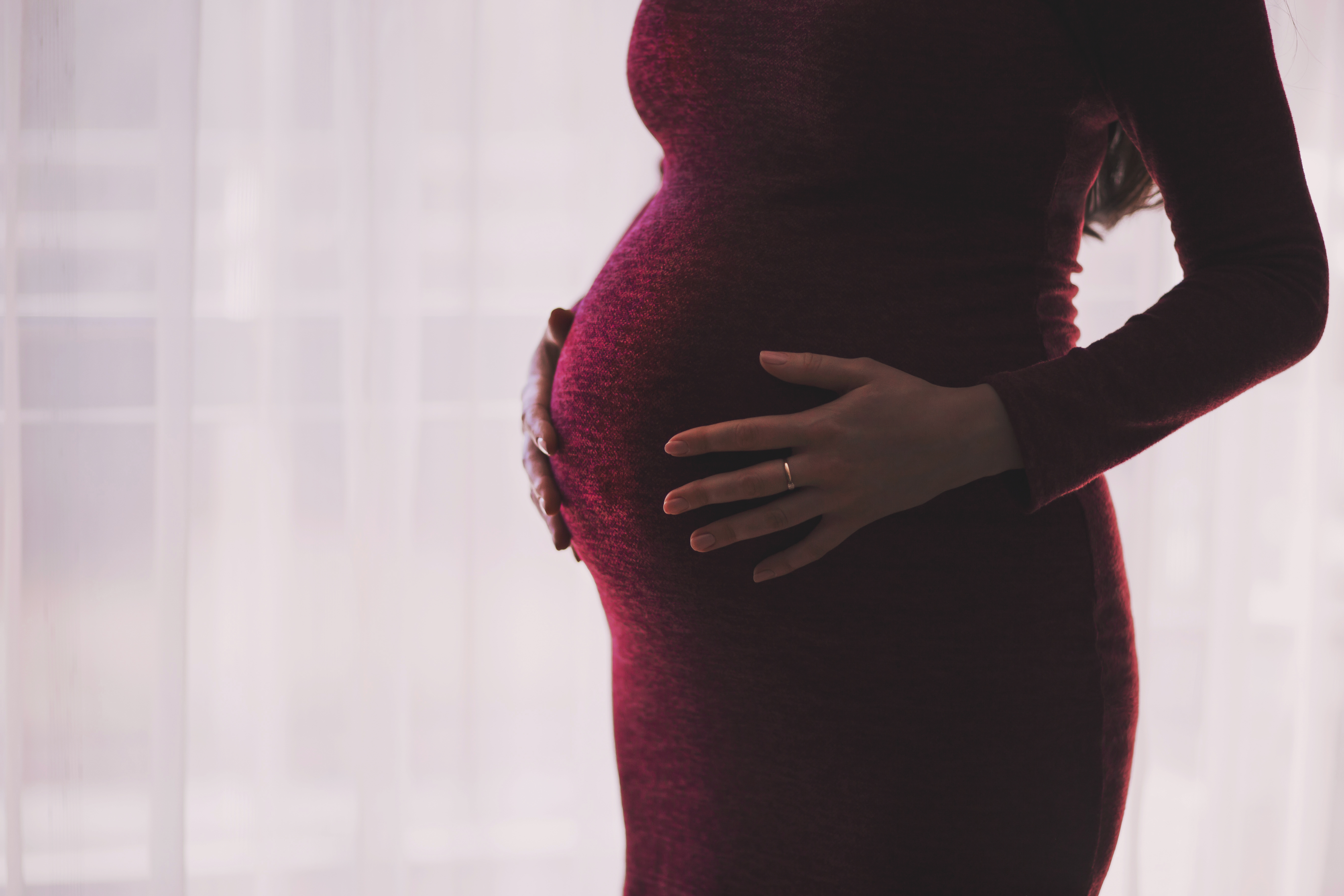
Image d'une femme enceinte.

La contraction de Braxton Hicks (ou abusivement fausse contraction) est une contraction isolée de l'utérus qui survient à partir de la sixième semaine de grossesse, quoique la plupart des femmes la ressentent seulement à partir du deuxième ou du troisième trimestre de leur grossesse. Elle prépare le corps à l'accouchement, sans entraîner de dilatation du col de l'utérus, contrairement aux contractions utérines du travail.
Elle est nommée d'après John Braxton Hicks, le médecin qui l'a décrite en 1872, alors qu'il constatait des contractions chez des femmes bien antérieurement à la date prévisible de l'accouchement .